# Microjuris

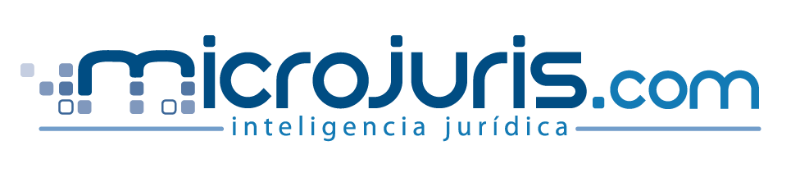
Microjuris

Microjuris es una empresa puertorriqueña dedicada a investigación y educación legal digital. Con aproximadamente 200 empleados y oficinas en Puerto Rico (casa matriz), Argentina, Chile y Venezuela, Microjuris ofrece herramientas integradas de investigación legal a clientes de suscripción paga en los Estados Unidos y América Latina. Su plataforma digital consta de una base de datos de leyes, reglamentos, jurisprudencia y doctrina, además de noticias de interés legal y cursos en línea de educación jurídica continua.

## Historia
Microjuris fue creada en 1989 en Puerto Rico, con el objetivo de proveer soluciones integradas de información digital relacionada al derecho, asuntos legales y jurídicos. En la actualidad es muy utilizada para capacitación de nuevos juristas y también en tribunales.

## Descripción
La base de datos es mantenida por la empresa Microjuris de capital puertorriqueño. La base de datos incluye información jurídica de diversos países latinoamericanos que incluyen Argentina, Chile y Venezuela, además de España y Estados Unidos mediante acuerdos colaborativos.
El sistema ofrece una completa y actualizada unidad de inteligencia jurídica que permite a los usuarios un análisis de la información para la toma de decisiones.
La base de datos ofrece una completa y actualizada gama de contenidos digitales configurados tipo biblioteca digital en línea para ser utilizados como herramienta de investigación y trabajo. La información se encuentra categorizada e integrada atendiendo a las necesidades de la comunidad de usuarios. Documentos esenciales para la litigación, abogacía y el asesoramiento regulatorio son parte de la extensa biblioteca jurídica. El sistema provee leyes, reglamentos, jurisprudencia, anotaciones, resoluciones, doctrinas y otros contenidos.

## Internacional
Como complemento de su sección puertorriqueña, el sistema posee una sección internacional que cubre el ámbito jurídico de otros países en sus diversas materias, facilitando al profesional acceso a la información jurídica extranjera, actualizada y a su alcance en los siguientes países donde Microjuris cuenta con presencia:

### Argentina
En este país, Microjuris existe desde septiembre de 1999, la base de información brinda:
- Jurisprudencia de todo el país que abarca todos los fueros, fallos seleccionados y trabajados por nuestro equipo editorial con un profundo análisis editorial, sumarios y vinculación documental. La colección se complementa con sumarios oficiales de las principales Cámaras y una base histórica de Editorial El Derecho 1967-2009.
- Doctrina, más de 10000 artículos exclusivos de prestigiosos autores sobre temáticas novedosas, comentarios a fallos de trascendencia jurídica y columnas de actualidad con temas vigentes.
- Legislación, cobertura a nivel nacional. Actualización diaria de novedades legislativas.
- Cuadros de cuantificación.
- Modelos de escritos y contratos.
- Compendias temáticas: Laboral, Mercantil, Salud, Derecho y Bioética, Regional Santa Fe.
- Calculadoras laborales.

### Chile
En Chile, Microjuris se constituyó en octubre del 2000, poniendo a disposición de los profesionales nacionales desde esta fecha, su base de datos y servicio de inteligencia jurídica de forma ininterrumpida hasta la actualidad. Su biblioteca virtual cuenta con contenidos de la Editorial Jurídica de Chile en virtud de una relación contractual en que dicha casa editorial es socio de la empresa a nivel nacional. Sumado a lo anterior, Microjuris selecciona, analiza e incorpora a sus bases de datos, diariamente, contenidos de alto valor editorial siendo sus principales colecciones: Jurisprudencia, Doctrina y Legislación. Dentro de sus principales contenidos, que cubren todas las ramas del derecho, se encuentran: 
- Jurisprudencia judicial y administrativa analizadas editorialmente
- Legislación nacional en su diversas jerarquía normativa, desde Constitución Política y Código de la República hasta Decretos Alcaldicios
- Doctrina Nacional y Comparada en todas las materias del Derecho
- En adición a lo anterior, contiene compendias especializadas: Microjuris Municipalidades, Laboral y Tributario

### Puerto Rico
Fundada en 1989, Microjuris es el proveedor principal de inteligencia jurídica en Puerto Rico. Desde 2012 cuenta con un servicio de cursos en línea que sirve más de 100 cursos de Educación Jurídica Continua, todos aprobados por el Programa de Educación Jurídica Continua del Tribunal Supremo de Puerto Rico. Brinda además seminarios presenciales de envergadura causando interesantes debates multidisciplinarios. El objetivo es brindar herramientas adicionales para que los profesionales del mundo de las leyes puedan mantenerse actualizados en sus áreas de trabajo.
Entre sus oferta de contenido legal se destacan:
- Decisiones: Bajo este renglón se encuentran las Decisiones del Tribunal Supremo de Puerto Rico (DPR 1933 al presente-Tomo 45 al presente) y las Decisiones del Tribunal de Apelaciones (desde su creación en 1995 hasta el presente).
- Leyes: Esta sección contiene las Leyes de Puerto Rico desde 1972 hasta el presente, las Leyes de Puerto Rico Anotadas (LPRA) actualizadas con la publicación de su suplemento anual y con los productos LPRA al Día y el Catálogo de Leyes.
- Reglamentos: Servicio que incluye todos los reglamentos de todas las agencias que han sido radicados en el Departamento de Estado. Presenta una lista por agencia, una ficha completa de cada reglamento y el reglamento en formato PDF. Además incluye las Opiniones del Secretario de Justicia, los Decretos Mandatorios Vigentes, Órdenes Ejecutivas, Reglamentos del Tribunal Supremo, Tribunal de Apelaciones y el Reglamento Notarial, entre otros.
- Revistas: Revista de Derecho Puertorriqueño (RDPUC), Revista Jurídica de la Universidad de Puerto Rico (RJUPR) la Revista Jurídica de la Universidad Interamericana de Puerto Rico (RJUIPR), Revista del Colegio de Abogados (CAPR) y la Revista Jurídica Estudios Críticos del Derecho (RECD), entre otras.
- Estados Unidos: Decisiones del Tribunal Supremo de Estados Unidos (U.S. Supreme Court), Cortes del Circuito Federal de Apelaciones (United States Court of Appeals-All Circuits); Corte de Distrito (Puerto Rico) y la Corte de Quiebras (Puerto Rico), United States Code (U.S.Code-USC); Code of Federal Regulations (CFR).
- Compendia Laboral: Incluye una amplia selección de documentos correspondientes a las agencias DTRH, CASARH, CASP, CRTSP, JASAP, JRT, CIPA y OMA. Incluye Decisiones y Órdenes, Laudos de Arbitraje y Resoluciones, entre otros. También permite acceder a sus leyes y reglamentos, y a todas las leyes laborales.
- eLegislativo: Información y monitoreo de los trabajos de la Legislatura. Facilita la búsqueda de las piezas legislativas de interés, le mantiene al día en torno a su trámite legislativo, y da acceso a todo documento del historial legislativo de cada medida, ley firmada o proyecto vetado. Este servicio también provee la alternativa de suscribirse a informes globales de toda medida radicada o considerada, de temas, o personalizados que confeccionaremos a base de los tópicos que seleccione, y que le enviaremos diaria o semanalmente.
- Calculadora de cursos: Ofrece la alternativa de comprar los créditos de educación jurídica continua que necesitan los abogados de Puerto Rico para cumplir con el Programa de Educación Jurídica Continua del Tribunal Supremo de Puerto Rico.
- Noticias: Amplia cobertura de noticias legales y jurídicas.

### Venezuela
Microjuris empieza sus operaciones en la República Bolivariana de Venezuela a comienzos del año 1997, introduciendo en el mercado nacional la más completa y actualizada biblioteca electrónica de Derecho, a través de Internet. 
Contiene las siguientes colecciones:
- Sumarios: Texto íntegro de los sumarios de la Gaceta Oficial, desde 1989 hasta el presente. Publicación diaria con enlaces y el PDF.
- Normativa: Más de 740,000 normas (colección de la legislación venezolana) vigentes, derogadas, reformadas, reimpresas o modificadas desde 1923 hasta el presente. Más normativa internacional suscrita por la República Bolivariana de Venezuela con otros países u organismos internacionales. Notas breves y su historial normativo con documentos de referencia.
- Jurisprudencia: Sentencias del Tribunal Supremo de Justicia y de la extinta Corte Suprema de Justicia, de la Jurisdicción de lo Contencioso Administrativo y una selección de sentencias o fallos de los Tribunales Superiores. Cuenta con el Análisis Jurisprudencial (Recopilación de sentencias líderes en distintos ámbitos jurídicos), Máximas y Cambios de Criterios y otros datos relevantes como valor enriquecido.
- Doctrina: Artículos y obras de autores reconocidos, agrupados por materia. Boletines de contenido de actualidad en el ámbito jurídico.
- Diccionario: Compilación (glosario) de términos jurídicos clasificados por materias.
- Boletines de Microjuris: Recopilación Semanal (Recuento semanal de la normativas más importante, con un breve resumen de su contenido), Boletín Jurisprudencial (Análisis de casos emitidos de la máxima institución judicial del país y temas relacionados), Boletín Doctrinal (Temas de actualidad en el ámbito jurídico con un análisis comparativo del Derecho en otros países), Boletín Laboral (Temas exclusivamente del ámbito laboral) y Micronews (Breve información de la empresa y sus clientes).
- Envíos: Diariamente los clientes reciben en su correo electrónico el Sumario de la Gaceta Oficial del Día y otra información de carácter relevante.